# Adrastea (satelit)
Adrastea /a.dra'ste.a/, cunoscut și sub numele de Jupiter XV, este al doilea după distanță și cel mai mic dintre cei patru sateliți interiori ai lui Jupiter. A fost descoperit în fotografiile făcute de Voyager 2 în 1979, făcându-l primul satelit natural care a fost descoperit din imaginile realizate de o sondă spațială interplanetară, mai degrabă decât prin intermediul unui telescop. A fost numit oficial după mitologica Adrasteia, mama adoptivă a zeului grec Zeus - echivalentul zeului roman Jupiter.
Adrastea este unul dintre puținii sateliți din Sistemul solar despre care se știe că orbitează planeta sa în mai puțin de durata zilei acelei planete. Orbitează la marginea Inelului principal al lui Jupiter și se crede că este principalul contribuitor de material pentru inelele lui Jupiter. În ciuda observațiilor făcute în anii 1990 de sonda spațială Galileo, se știu foarte puține despre caracteristicile fizice ale satelitului, în afară de dimensiunile lui și de faptul că este în rotație sincronă cu Jupiter.

## Descoperire și observații

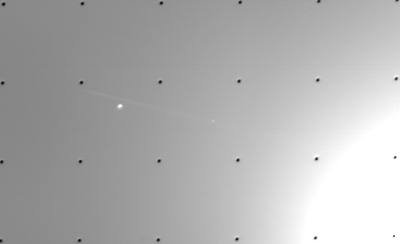
Imaginea de descoperire a lui Adrastea, făcută pe 8 iulie 1979 de Voyager 2. Adrastea este punctul mai slab, chiar în mijloc, care se află lângă linia inelelor joviene.

Adrastea a fost descoperit de David C. Jewitt și G. Edward Danielson în fotografiile sondei Voyager 2 făcute pe 8 iulie 1979 și a primit denumirea S/1979 J 1. Deși a apărut doar ca un punct, a fost primul satelit care a fost descoperit de o sondă spațială interplanetară. La scurt timp după descoperirea sa, alți doi dintre sateliții interiori ai lui Jupiter (Thebe și Metis) au fost observați în imaginile făcute cu câteva luni mai devreme de Voyager 1. Sonda spațială Galileo a reușit să determine forma satelitului în 1998, dar imaginile rămân neclare. În 1983, Adrastea a primit numele oficial după nimfa greacă Adrastea, fiica lui Zeus și a lui Ananke.
Deși nava Juno, care a ajuns la Jupiter în 2016, are o cameră numită JunoCam, este aproape în întregime concentrat pe observații cu Jupiter însuși. Cu toate acestea, dacă totul merge bine, ar trebui să poată captura câteva imagini limitate ale sateliților Metis și Adrastea.

## Caracteristici fizice
Adrastea are o formă neregulată și are 20×16×14 km. O  estimare a suprafeței ar fi între 840 și 1.600 (~1.200) km2. Aceasta îl face cel mai mic dintre cei patru sateliți interiori. Volumul, compoziția și masa lui Adrastea nu sunt cunoscute, dar presupunând că densitatea sa medie este ca cea a lui Amalthea, în jur de 0.86 g/cm3, masa sa poate fi estimată la aproximativ 2 × 1015 kg. Densitatea lui Amalthea sugerează faptul că satelitul este compus din gheață cu o porozitate de 10-15%, iar Adrastea poate fi similar.
Nu se cunosc detalii ale suprafeței lui Adrastea, din cauza rezoluției scăzute a imaginilor disponibile.

## Orbită
Adrastea este cel mai mic și al doilea cel mai apropiat membru al familiei interioare de sateliți jovieni. Orbitează în jurul lui Jupiter pe o rază de aproximativ 129.000 km (1,806 razele lui Jupiter) la marginea exterioară a inelului principal al planetei. Adrastea este unul dintre sateliții din Sistemul solar despre care se știe că orbitează planeta sa în mai puțin decât durata zilei acelei planete - alți doi fiind satelitul cel mai interior al lui Jupiter, Metis, și satelitul lui Marte, Phobos. Orbita are o excentricitate și o înclinație foarte mică - în jur de 0,0015 și, respectiv, 0,03°. Înclinația este relativă față de ecuatorul lui Jupiter.
Datorită rotației sincrone, Adrastea se rotește sincron cu perioada sa orbitală, păstrând o față mereu îndreptată spre planetă. Axa sa lungă este aliniată spre Jupiter, aceasta fiind configurația cu cea mai scăzută energie.
Orbita lui Adrastea se află în interiorul razei de orbită sincronă a lui Jupiter (la fel ca și Metis) și, cși, ca urmare, forțe mareice fac încet orbita sa se degradeze. Dacă densitatea sa este similară cu cea a lui Amalthea, orbita lui Adrastea se află interior limitei Roche fluidă ; cu toate acestea, pentru că nu s-a distrus, trebuie să se afle în afara limitei Roche rigide.
Adrastea este al doilea cel mai rapid dintre sateliții lui Jupiter, cu o viteză orbitală de 31.378 km/s.

## Relație cu inelele lui Jupiter
Adrastea este cel mai mare contribuitor de material al din inelelelor lui Jupiter. Acesta pare să fie alcătuit în principal din material care este aruncat de pe suprafețele celor patru mici sateliți interiori ai lui Jupiter prin impacturi cu meteoriți. Este ușor ca resturile de impact să se piardă de pe acești sateliți în spațiu. Acest lucru se datorează densității scăzute a sateliților și suprafețelor lor situate aproape de marginea sferelor lor Roche.
Se pare că Adrastea este cea mai copioasă sursă a acestui material din inel, așa cum demonstrează cel mai dens inel (Inelul Principal) fiind situat în apropierea orbitei lui Adrastea. Mai exact, orbita lui Adrastea se află lângă marginea exterioară a Inelului principal al lui Jupiter.  Întinderea exactă a materialului vizibil al inelului depinde de unghiul de fază al imaginilor: în lumina împrăștiată înainte, Adrastea se află ferm în afara inelului principal, dar în lumina împrăștiată în spate (care dezvăluie particule mult mai mari) pare să existe și un inel îngust în afara orbitei lui Adrastea.